# The Secret People
The Secret People è un film del 1952 diretto da Thorold Dickinson e interpretato da Valentina Cortese, Serge Reggiani e Audrey Hepburn.

## Trama
Anselmo è un espatriato a Londra che riceve una lettera dal suo vecchio amico giornalista Pietro Brentano: a causa del regime repressivo del generale Galbern nel suo Paese rischia la galera e gli chiede di prendersi cura delle due figlie, Maria ed Eleonora detta Nora; l'uomo accetta senza problemi di occuparsi delle due ragazze.
Dopo sette anni le ragazze riescono a ottenere la cittadinanza britannica cambiano il cognome da Brentano a Brent, e per festeggiare i tre si recano a Parigi in occasione dell'Expo 1937, dove Maria ritrova il suo mai dimenticato innamorato Louis; costui si dichiara giornalista, ma è membro di una organizzazione che sta preparando un attentato verso il dittatore del Paese di Galbern in occasione di un party a Londra. Luis di reca dunque nella capitale britannica e chiede l'aiuto di Maria per portare la bomba al party, ricordandole che stanno colpendo il responsabile della morte di suo padre; la bomba però causa la morte di una cameriera: Maria discute con Luis sul fatto che il padre era sì contrario al regime di Galbern, ma non lo avrebbe mai combattuto in questo modo, mentre l'uomo è pronto continuare con questa strategia terroristica.
Interrogata dalla polizia crolla subito e confessa tutto; grazie a lei la polizia riesce a irrompere nel locale di Anselmo e arrestare gran parte della banda, ma una bomba esplode nella colluttazione: Maria viene ferita e ricoverata, ma la polizia per proteggerla diffonde la notizia della sua morte. Lei inizierà una nuova vita con un altro nome, ma non potrà più vedere Anselmo e soprattutto la sorella Nora che è riuscita a coronare il suo sogno e diventare una ballerina classica.
Tempo dopo, durante uno spettacolo della sorella riconosce due membri della banda e teme che Nora sia in pericolo; in realtà la banda sta organizzando un nuovo attentato contro il generale Galbern e Louis sta cercando di coinvolgere Nora nel piano. Maria la raggiunge e cerca di dissuaderla, ma un complice la ferisce a morte; la polizia lì in agguato riesce ad arrestare sia Louis che l'aggressore.

## Curiosità
- Questo film vede la Hepburn impegnata nel suo primo ruolo importante sul grande schermo. Fu proprio la protagonista Valentina Cortese a sceglierla tra altre aspiranti al ruolo nonostante l'intenzione del regista di scegliere una attrice bionda.
- La Hepburn interpreta il ruolo di una ballerina, parte che le permise di mettere a frutto gli anni passati a studiare danza.